# Браун, Лес
Лес Браун (англ. Les Brown, 14 марта 1912 — 4 января 2001) — американский музыкант, аранжировщик, на протяжении 60 лет бывший лидером известного танцевального джазово-ориентированного биг-бенда.

## Музыкальный жанр
Основу музыкального стиля Леса Брауна составлял лёгкий танцевальный свинг. Как пишет музыкальный сайт AllMusic, «музыка Леса Брауна никогда не была инновационной, но в общем и целом была весьма приятной».

## Биография
Лес Браун родился 14 марта 1912 года в городе Райнертон, штат Пенсильвания. Его отец был хорошим музыкантом, но стал булочником, дабы обеспечить семье достойное существование. Тем не менее, Браун-старший сколотил вместе со своими тремя братьями саксофонный квартет, исполнявший популярные марши Джона Сузы. Поскольку Суза был известен как "Король Маршей", то вскоре все жители Тауэр Сити, куда к тому моменту переехала семья, называли отца Леса "Принцем Маршей".
Будучи сыном "Принца маршей", Лес начал учиться музыке примерно тогда же, когда и учиться ходить. Отец, обучавший игре на музыкальных инструментах как своих сыновей, так и всех окрестных ребятишек, научил Леса играть на трубе, но тому больше понравился мягкий звук отцовского саксофона, на котором Лес и достиг высот мастерства.
В девятилетнем возрасте Леса уже пригласили играть в профессиональном оркестре, а к четырнадцати годам Лес решил стать бэнд-лидером собранного им состава "The Royal Serenaders". Лес мечтал о карьере профессионального музыканта - с его точки зрения даже угроза полуголодного существования не шла в сравнение с изнурительной работой в булочной отца, где Лесу приходилось трудиться ежедневно с 5.30 до 7.30 утра перед школой, а затем множество часов после занятий. Осознавая степень музыкальной одарённости сына, Браун-старший решил, что он придумает способ продавать чуть больше булок и тратить чуть меньше на хозяйство, и отправил Леса учиться в Консерваторию Итаки по классу кларнета. Это учебное заведение было одной из лучших музыкальных школ Америки, а кроме того располагало вторым по популярности военным оркестром страны - к этому оркестру Лес присоединился сразу по поступлении, быстро заработав себе репутацию серьёзного музыканта.
В 1927, на втором году обучения, Лес вновь решил попробовать себя в роли бэнд-лидера - результатом стал состав из двенадцати человек под названием "The Rainbow Men" - дабы оправдать название, они носили цветастые галстуки, на которых было столько оттенков, сколько можно было вместить в шесть дюймов ткани.
Летом 1929 года, после выпуска из Итаки, Лес встретил друга, трубача Боба Алекси, который учился в Нью-Йоркской Военной Академии. Лес не знал, куда податься дальше, и Боб предложил ему помощь - он просто позвонил лидеру оркестра Академии и сказал, "Слушай, у меня тут есть парень, который умеет играть на кларнете". Поскольку Лес действительно умел играть на кларнете, то вскоре ему была выделена стипендия. Тем не менее, Лес неоднократно нарушал военную дисциплину академии, сбегая из казармы в соседнюю забегаловку, чтобы послушать радиотрансляции оркестров Пола Уайтмена и Куна Сандерса. Несмотря на эти побеги, Лес считался образцовым студентом и ему даже была предложена стипендия для обучения в Уэст Пойнте. Но Лес решил, что военной школы с него хватит - и вместе с "The Rainbow Men" отправился в турне по северным штатам.
В Ревере Бич, возле Бостона, концерт посетили музыканты "Duke Blue Devils", оркестра Duke University - они предложили Лесу войти в их состав и поступить в университет. Лес предпочитал быть лидером собственного оркестра, но во времена Великой Депрессии от подобных предложений не отказывались - ежевечерние концерты в Студенческом Союзе плюс жильё и питание - для 1932 года это было более чем хорошо. Стоимость обучения в университете в тот год составляла всего 200 долларов, но даже эта смехотворная сумма была проблемой, и Лесу частенько приходилось закладывать инструменты. В 1935 году Лес стал лидером "Duke Blue Devils", а на следующий год состав заключил контракт с Decca - небывалый случай для университетского оркестра. Правда, продажи разочаровывали - в оркестре было двенадцать человек, так что, по словам Леса, двенадцать родителей купили пластинки.
Сразу же после выпускного Лес отправился вместе с оркестром в турне, но поскольку многим из его музыкантов всё ешё предстояло продолжить учёбу, то вскоре оркестр развалился - это знаменательное событие произошло в Бад Лэйк, штат Нью-Джерси. В том же городке Лес познакомился с Джорджией Клэр ДеВолф, которая спустя два года, в сентябре 1938, стала Джорджией Браун. Мистер и миссис Браун перебрались в Нью-Йорк, поселившись на Манхэттене, где Лес начал зарабатывать на жизнь, делая аранжировки для оркестров Ишэма Джонса, Ларри Клинтона, Руби Ньюмана и Дона Бестора.
Аранжировщиком Лес пробыл недолго - в конце 1938 года, при помощи Эли Оберстайна из Victor Records, оркестр Леса Брауна уже выступал в бродвейском "Hotel Edison", откуда велись ежевечерние радиотрансляции NBC. Благодаря этим радиотрансляциям оркестр начал становиться известным по всей стране, а предложения от звукозаписывающих компаний посыпались как из рога изобилия - в результате был заключён контракт с Bluebird, дочерним лэйблом Victor, на котором также записывался Гленн Миллер.
В оркестре было несколько разных вокалистов, в том числе Мириам Шоу и Генри Стоун, который также был саксофонистом оркестра - зачем тратить лишние деньги? Но в 1940 году на концерте оркестра Боба Кросби Лес услышал вокалистку, словно созданную для его оркестра - Лес отправился в её гримёрную сразу же после окончания концерта и вскоре Дорис Дэй уже пела в оркестре Леса Брауна. Выбор оказался идеальным - популярность оркестра подпрыгнула до небес. Но, как это часто случается, любовь смешала карты - Дорис была влюблена в Эла Джордана, игравшего на тромбоне в оркестре Джимми Дорси и бывшего её дружком ещё со школьных времён. Эл убедил Дорис вернуться в родной штат Цинциннати и зажить там тихо и достойно - что они и сделали.
Лес нанял на место Дорис Бетти Бонни, и продолжил работать. Результатом стал первый хит оркестра, композиция, написанная в 1941 году Беном Хомером и Аланом Куртни в честь знаменитого бейсболиста Джо ДиМаджио - она так и называлась, "Joltin' Joe DiMaggio". Песенка была так себе, но ДиМаджио был национальным героем - и оркестр наконец-то начал зарабатывать настоящие деньги.
В декабре 1942 года у Леса Брауна родилась дочь, Дениз (сын, Лес-младший, появился на свет двумя годами ранее). Несмотря на радость отцовства, Лес был озабочен будущим оркестра - Соединённые Штаты вступили в войну, брат Леса Уоррен, игравший на тромбоне, вступил в военно-морские силы, за ним последовал трубач, а затем были призваны многие другие. Лес продолжал искать замены и поддерживать окрестр на плаву, часто выступая на военных базах, откуда велись радиотрансляции, спонсированные "Кока-Колой". В 1943 году Дорис Дэй осточертел штат Цинциннати, она развелась со своим мужем и вернулась в оркестр Леса - немаловажным аргументом послужила двойная зарплата, давшая Дорис возможность взять с собой в турне по Восточному Побережью своих сына и мать.
В 1944 году Лесу позвонил Бен Хомер и сообщил, что у него есть песня, которую Лес просто обязан послушать. Эта песня стала визитной карточкой оркестра, национальным хитом и одной из наиболее популярных песен среди военных - называлась она "Sentimental Journey".
Вскоре Дорис Дэй ответила на одно из заманчивых голливудских предложений, покинув оркестр. Леса Голливуд также привлекал, хотя и по другой причине - его мечтой был концерт в роскошном зале "Hollywood Palladium". В 1946 году Лес перебрался в Лос-Анджелес, распустив оркестр - он сказал музыкантам, что если у них будет настроение вернуться через полгода, то всегда пожалуйста. Оркестр пришлось собирать вновь уже через пять месяцев - для желанного концерта в "Hollywood Palladium". В новый состав вошли только пятеро музыкантов из прежнего оркестра, остальные предпочли остаться в Нью-Йорке.
Весной 1947 года агент Боба Хоупа, Джеймс Сэфир, обратился к Лесу с крайне заманчивым предложением - Боб выступал тогда с Дэзи Арназом и хотел сменить оркестр. Переговоры оказались плодотворными и уже в сентябре 1947 года Боб Хоуп выступал вместе с оркестром Леса Брауна - и продолжил делать это в течение пятидесяти последующих лет. В 1949 году в оркестр вновь вернулась Дорис Дэй, а также был создан малый состав "The Dave Pell Octet".
Лес Браун продолжал выступать со своим оркестром на протяжении всей своей жизни. В 2001 году, после смерти Леса-старшего от рака лёгких, лидером оркестра стал его сын, Лес Браун-младший.